# Kerry Carter
Kerry Carter (West Covina, California, 17 de enero de 1991) es un jugador estadounidense de baloncesto. Con una altura de 1,88  metros, su posición natural en la cancha es la de escolta.

## Biografía
Carter se formó entre la high school de su West Covina natal y el Citrus College de Glendora, California, para luego dar el salto a la NCAA e iniciar su periplo universitario con los Universidad de St. Mary's de la NCAA en 2013. Kerry promedió el último curso 12,1 puntos, 5 rebotes y 1,5 asistencias, en los 33,1 minutos de los que dispuso en su equipo, con porcentajes del 39,5% de acierto en triples.

### Profesional
En septiembre de 2015 ficha por el Iberostar Tenerife.Después de formar parte de la plantilla del club tinerfeño durante cinco partidos oficiales, le rescinden el contrato. Promedió 3.2 puntos, 0,6 rebotes y 0,8 asistencias por partido en su primera experiencia como profesional.
Tras su paso por España,en la temporada 2016/17 ficha por el Bayer Giants Leverkusen de Pro B. Tras una temporada en el club alemán,se marcha al Cuore Napoli de la Serie A2 italiana, equipo en el que estará mitad de curso,al fichar en enero de 2018 por Hapoel Haifa.

## Trayectoria
- Universidad de St. Mary's (2013-2015)
- Iberostar Tenerife (2015)
- Bayer Giants Leverkusen (2016-17)
- Cuore Napoli (2017-18)